# IM Motors

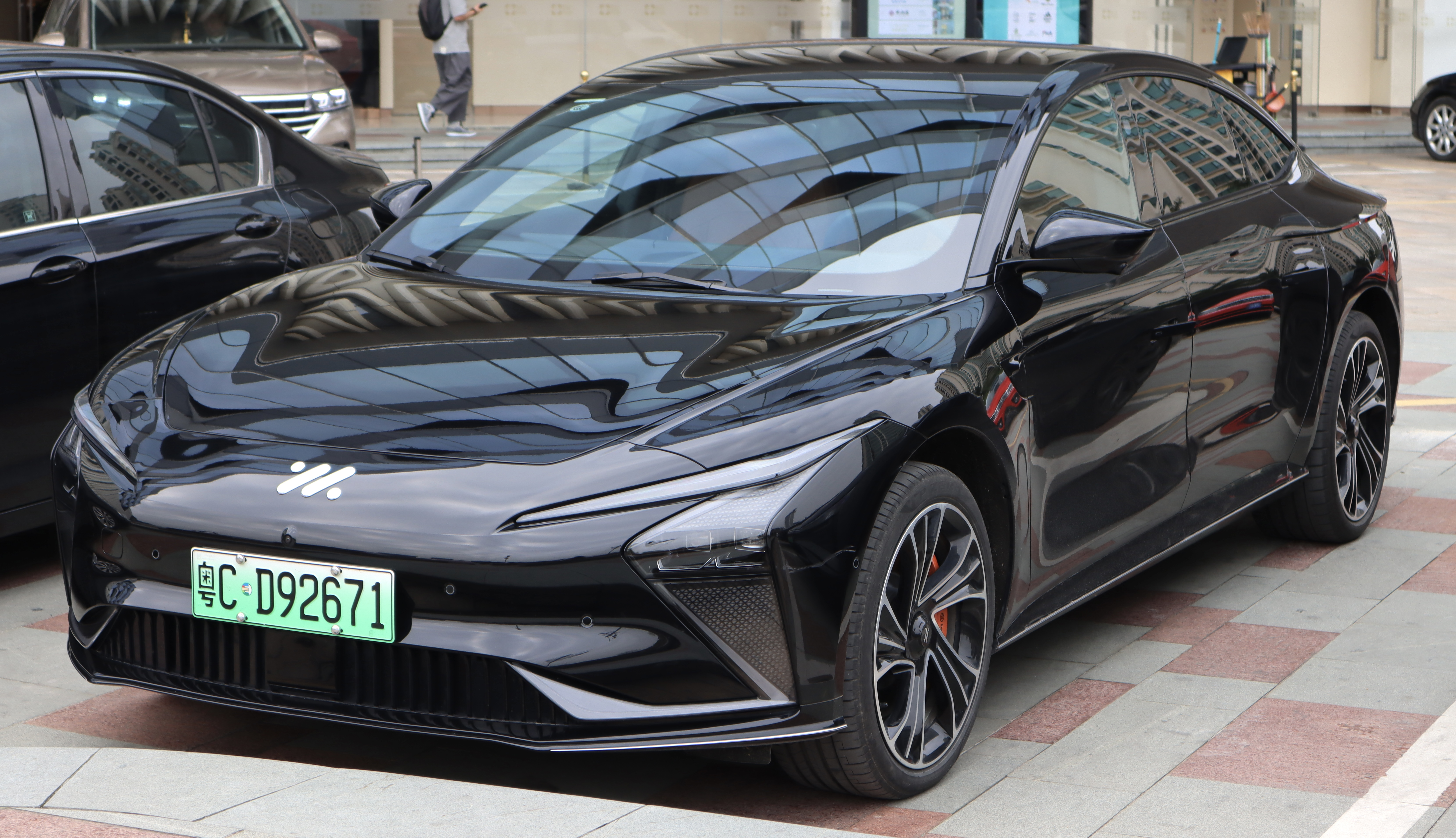
IM L7

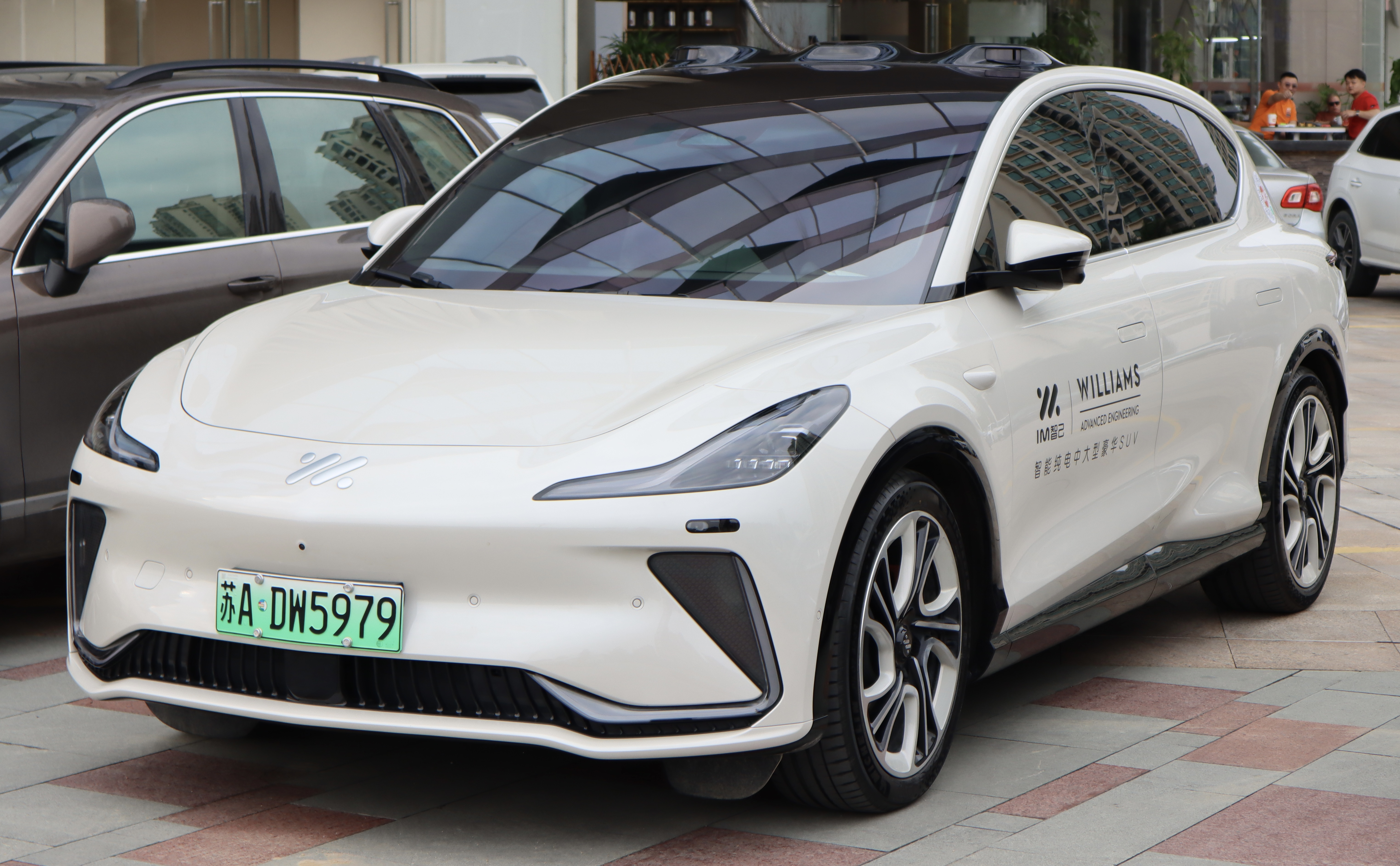
IM LS7

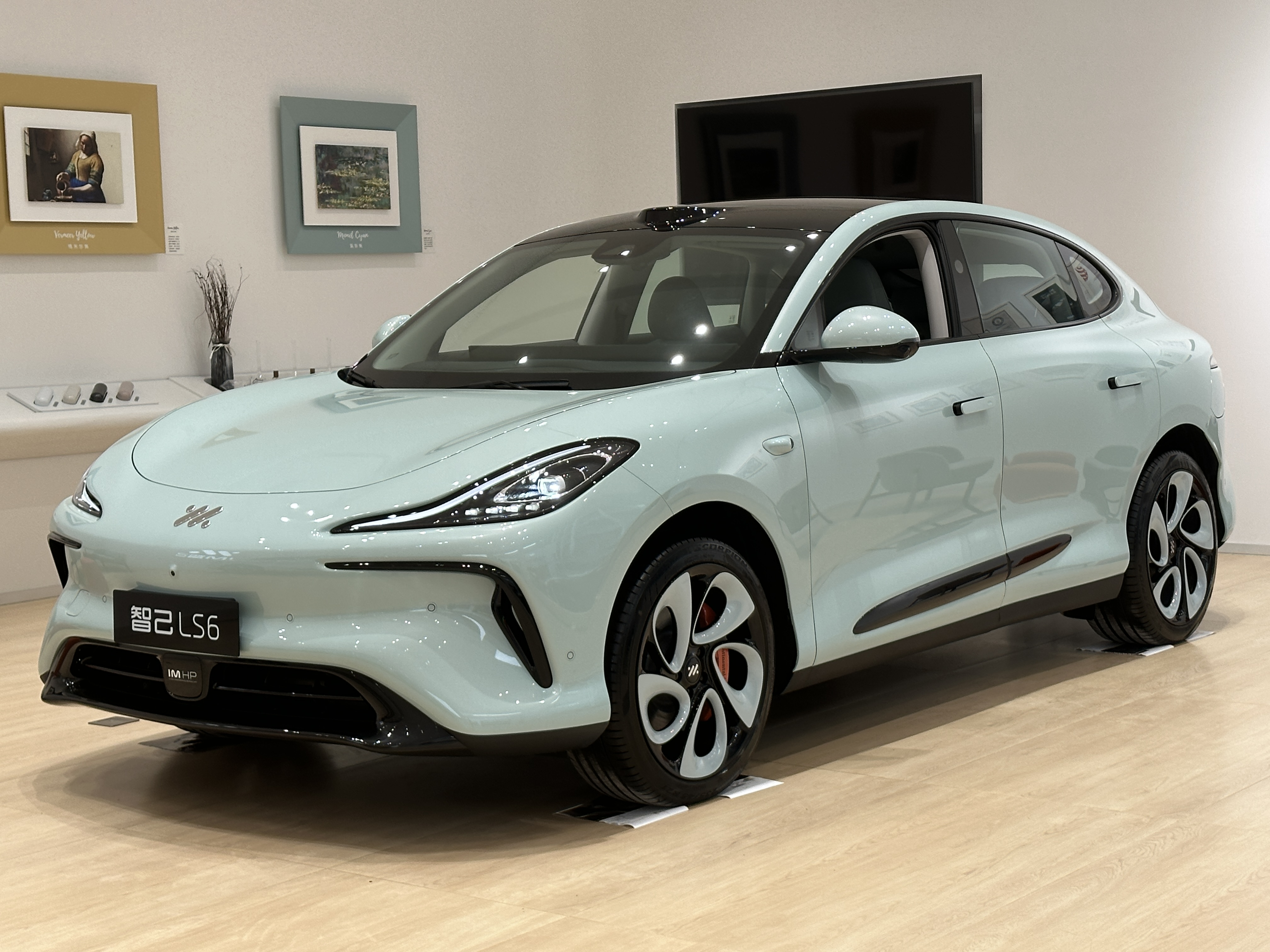
IM LS6

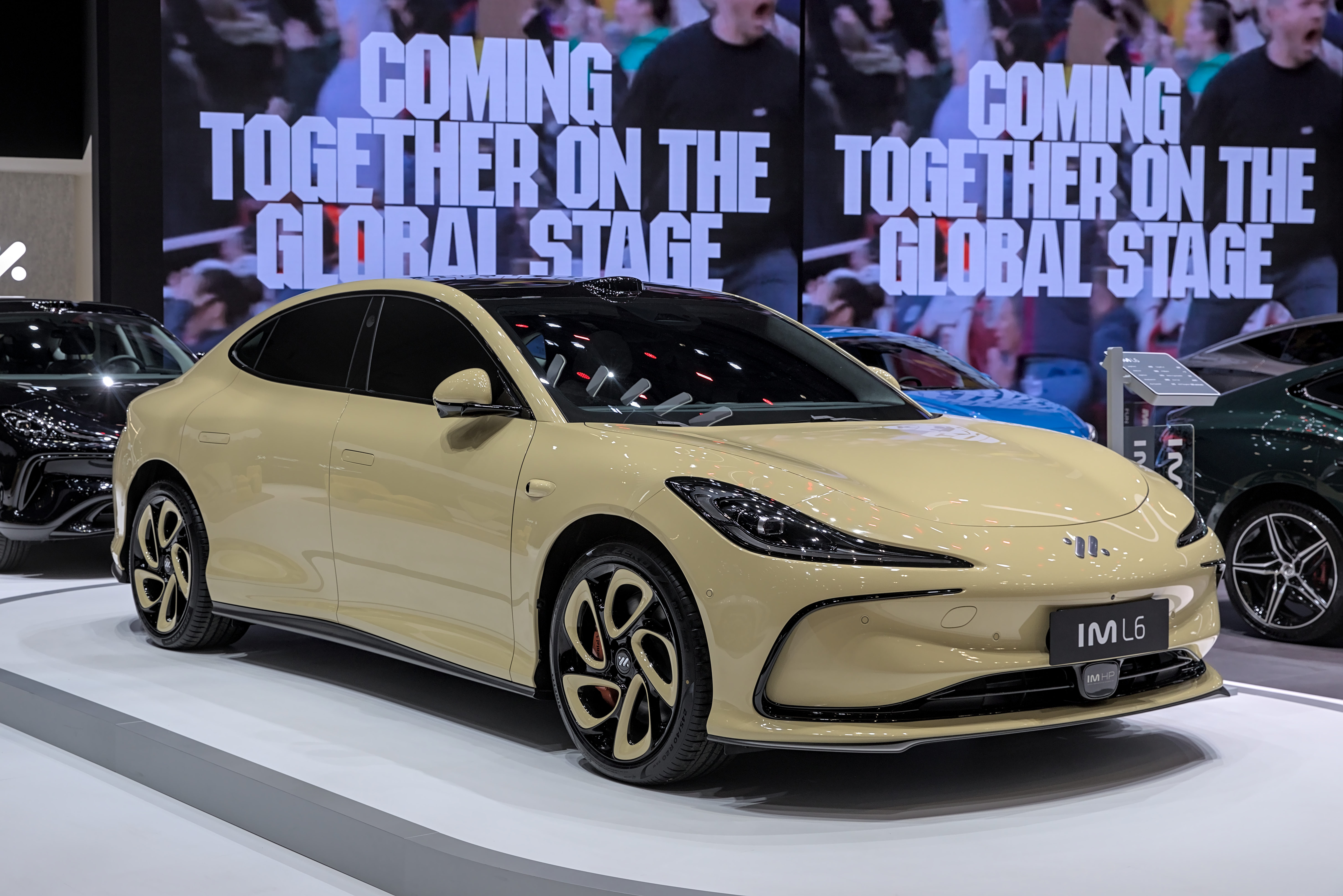
IM L6

IM Motors (chiń. upr. 智己汽车) – chiński producent samochodów elektrycznych i SUV-ów z siedzibą w Szanghaju działający od 2020 roku. Należy do chińskiego joint venture między firmami SAIC Motor, Alibaba Group i Zhangjiang Hi-Tech.

## Historia

### Początki
W listopadzie 2020 roku chiński potentat branży motoryzacyjnej SAIC Motor nawiązał współpracę z rodzimym gigantem sektora handlu elektronicznego, Alibaba Group, a także zarządem specjalnej strefy ekonomicznej miasta Szanghaj, Nowej Dzielnicy Pudong. Efektem została spółka typu joint venture o nazwie IM Motors. Za cel obrano dynamicznie rozwijającą się w Chinach branżę luksusowych samochodów elektrycznych, tzw. New Energy Vehicles, wyróżniając się wysokowydajnymi i wysokiej mocy układami napędowymi.
W styczniu 2021 roku IM Motors oficjalnie ogłosiło, że będzie wytwarzać swoje pojazdy pod marką o stylizowanym zapisie iM. Równocześnie przedstawiono oficjalne fotografie oraz informacje techniczne na temat pierwszego pojazdu konsorcjum w postaci flagowej limuzyny IM L7. Oficjalna premiera pojazdu w produkcyjnej formie odbyła się w kwietniu 2021 roku podczas wystawy samochodowej Shanghai Auto Show, podczas której IM Motor przedstawiło także dwa dodatkowe prototypy: studium dużego SUV-a o nazwie LS7, a także futurystycznego w pełni autonomicznego pojazdu o przydomku Airo.
W grudniu 2022 chińskie przedsiębiorstwo oficjalnie zaprezentowało produkcyjną wersję swojego drugiego modelu w postaci elektrycznego SUV-a IM LS7, planując rozpoczęcie jego sprzedaży na drugą połowę 2023 roku i ponownie będąc produktem o zasięgu rynkowym ograniczonym wyłącznie do rodzimych Chin. W międzyczasie, pakiet 18% udziałów posiadany przez władze administracyjne szanghajskiej Nowej Dzielnicy Pudong został odsprzedany do prywatnego przedsiębiorstwa Zhangjiang Hi-Tech. W sierpniu 2023 firma przedstawiła swój trzeci model w postaci LS6, wariacji typu „SUV Coupe” na temat flagowego LS7, plasując się poniżej niego pod nazwą LS6.

### Ekspansja
W lipcu 2023 niemieckie Audi poinformowało, że nawiązuje strategiczną współpracę z chińskim koncernem SAIC Motor w celu zapożyczenia jego platformy wykorzystywanej do budowy dużych samochodów elektrycznych. Audi wyraziło w ten sposób chęć wykorzystania tej technologii do budowy własnego modelu elektrycznego specjalnie z myślą o rynku chińskim, aby zwiększyć swoją konkurencyjność wobec takich firm jak NIO.
Pod koniec lutego 2024 koncern SAIC wyraził chęć poszerzenia zasięgu rynkowego IM Motors poza rodzime Chiny, prezentując wszystkie dotychczasowe modele firmy na swoim stoisku na międzynarodowych targach Geneva Motor Show. To ta wystawa została wybrana także do światowej premiery kolejnego, czwartego modelu firmy – średniej wielkości sedana IM L6. Samochody IM miałyby trafić do sprzedaży na wybranych rynkach europejskich poczynając od 2025 roku, trafiając do dystrybucji w ramach istniejących już kanałów sprzedaży MG Motor jako luksusowa, pozycjonowana wyżej alternatywa.

## Modele samochodów

### Obecnie produkowane

#### Samochody osobowe
- L6
- L7

#### SUV-y
- LS6
- LS7

### Studyjne
- iM LS7 Concept (2021)
- iM Airo Concept (2021)